# Hospital Laniado
El Hospital Laniado es un centro médico israelí situado en Netanya, en la región de los Llanos de Sharon. Fue fundado en 1975 por un rabino superviviente de la Shoá, Yekusiel Yehudah Halberstam, quien perdió a su esposa y a sus once hijos durante la Segunda Guerra Mundial. El hospital es gestionado por la dinastía jasídica Sanz.

## Historia
El rabino Halberstam inició su proyecto en los años 60, poco después de emigrar a Israel. El hospital fue inaugurado en 1975. Actualmente, es uno de los centros más apreciados de Israel por la calidad de sus cuidados y servicios. Sus principales departamentos son: cirugía, obstetricia, cardiología, diabetes y fecundación artificial. El hospital dispone de un laboratorio de investigación.